# Kameleon (wrocławski zespół muzyczny)
Kameleon – polski zespół blues-rockowy i popowy, powstały w 1978 roku we Wrocławiu i działający do roku 1979 w którym to przeobraził się w Transport Band.

## Historia
Założycielem grupy był Włodzimierz Krakus (grał też w zespole Dyliżans Generała; gitara basowa, śpiew), a współtworzyli ją wraz z nim: Piotr Kozerawski (śpiew), Romuald Frey (gitara), Tadeusz Janik (instrumenty klawiszowe) i Ireneusz Nowacki (perkusja). Zespół współpracował z Przedsiębiorstwem Imprez Artystycznych „Impart” i jego działalność opierała się na koncertowaniu. Formacja ma na swym koncie trasę koncertową po kraju z Elżbietą Jodłowską. W czerwcu 1978 roku zaś, wzięła udział w XVI KFPP w Opolu, towarzysząc Beacie Andrzejewskiej z którą wówczas występowała. Kierownik muzyczny i założyciel zespołu Włodzimierz Krakus skomponował dla wokalistki utwór pt. Ta nasza miłość to jakby nic do słów Zenona Laskowika, który został zarejestrowany w studiu nagraniowym PR Opole pod okiem Edwarda Spyrki, a w 1979 roku wziął udział w plebiscycie Studia Gama. 14 lipca 1979 roku Kameleon wystąpił razem z Elżbietą Jodłowską i Danutą Morel w koncercie nocnym, zatytułowanym Piosenka – w ramach I Muzycznego Campingu w Lubaniu. W tym samym roku zespół, częściowo zmienił swój skład, ponieważ dołączyli: wokalista Roman „Pazur” Wojciechowski, klawiszowiec Jerzy „Wilk” Kaczmarek i perkusista Jacek Ratajczyk. W ten sposób powstała formacja funkowo-jazzowa o nazwie Transport Band.